# Endocarpon pallidulum
Endocarpon pallidulum är en lavart som först beskrevs av och fick sitt nu gällande namn av William Nylander. 
Endocarpon pallidulum ingår i släktet Endocarpon och familjen Verrucariaceae. Inga underarter finns listade i Catalogue of Life.